# Панэ, Саша
Саша Панэ (рум. Saşa Pană; настоящие имя и фамилия Александру Биндер (рум. Alexandru Binder); 8 августа 1902, Бухарест — 22 августа 1981, там же) — румынский прозаик, поэт, драматург, публицист и издатель еврейского происхождения; один из выдающихся представителей румынского авангарда.

## Биография
Родился в еврейской семье. Его отец — Давид Биндер, был медиком, публиковавшим материалы санитарно-гигиенического характера в местной прессе; мать — Стела Биндер (урождённая Янович). Дебют в газете «Луптэторул» (рум. Luptătorul, ноябрь 1921). Писательский дебют — антиромантическая пародия «Банальная новелла» опубликованная журналом «Рампа» (рум. Rampa, август 1922).
По окончании курса на Медицинском факультете и Институте военной медицины в Бухаресте (1921—1927) работал как военный врач. С конца двадцатых годов XX века — один из основных представителей румынского авангарда. В 1928—1932 годах возглавлял журнал «Уну» (рум. Unu) и одноимённое издательство. Издавал в первую очередь сочинения румынских авангардных писателей (Тристан Тцара, Иларие Воронка, Урмуз, Ион Кэлугэру и другие). Впервые издал написанные по-румынски стихи Тристана Тцара (Primele poeme ale lui Tristan Tzara sau Insurecţia de la Zürich, 1934).
Саша Панэ также взаимодействовал с журналами «Факел» (рум. Facla), «Билеты попугая» (рум. Bilete de papagal), «Литературная и творческая правда» (рум. Adevărul literar şi artistic), «Время» (рум. Vremea), «Вольное слово» (рум. Cuvîntul liber), «Меридиан» (рум. Meridian), «Сегодня» (рум. Azi), «Адам» (рум. Adam), «Колокол» (рум. Clopotul), «Мир» (рум. Lumea), «Обозрение королевского дарение имущества» (рум. Revista Fundaţiilor Regale), «Полымя» (рум. Flacăra), «Современник» (рум. Contemporanul), «Румынская жизнь» (рум. Viaţa Românească), «Литературная газета» (рум. Gazeta literară), «Звезда» (рум. Steaua) и «Литературная Румыния» (рум. România literară).
Во время войны — участник антифашистского сопротивления в Румынии. После войны — редактор литературных журналов: «Горизонт» (рум. Orizont, 1944—1948), «Творческой воспитание» (рум. Educaţia artistică, 1948—1952), «Литературное обозрение» (рум. Revista literară), «Полымя» (рум. Flacăra) и других. Библиотека в его доме стала уникальным архивом румынского литературного авангарда.

## Творчество Саши Панэ
Довоенные поэтические сборники написанные под знаком сюрреализма — Слово талисман (1933), Канатная дорога (1934), Толита (1937), Владимир (1938), Горы ночь беспокойство (1940). Лирический тон и естественная тематика некоторых стихов говорит об отклонении от сюрреалистической поэтики, которую Саша Панэ защищал в своих теоретических трудах. Принципу автоматического диктанта наиболее приближаются поэмы в прозе называемые «прозопоэмы» — Графиками (1930), Самовольные равноденствие (1931), Романическое жизнеописание Бога (1932). Послевоенные сборники стихов — За свободу (1945), Отплыть без якоря (1946) и др. внесли характерную для эпохи гражданскую тематику в значительно спокойном выражении. Вносить вклад в познание истории румынского авангарда должны Антология румынской авангардной литературы (1969) и мемуары Рождённый года 1902 (1973).

### Поэзия и прозопоэмы
- Răbojul unui muritor. Strofe banale (Бухарест: издательство «Лупта», 1926).
- Diagrame (издательство «Уну», 1930). С одном портретом и изображениами работы Виктора Браунера.
- Echinox arbitrar (Бухарест: издательство «Уну», Типография Студиулуй График Стяуэ Артэ, 1931). Обложка и 6 изображений работы Макса Германна Макси. Тираж — 150 нумерованных экземпляров.
- Viaţa romanţată a lui Dumnezeu (Бухарест: издательство «Уну», 1932). Тираж — 150 нумерованных экземпляров.
- Cuvântul talisman (Бухарест: издательство «Уну», 1933). Тираж — 200 нумерованных экземпляров.
- Călătorie cu funicularul (Бухарест: издательство «Уну», 1934). С одном портретом работы Макса Германна Макси. Тираж — 349 нумерованных экземпляров.
- Iarba fiarelor (Бухарест: издательство «Уну», 1937).
- Vladimir (Бухарест: издательство «Уну», 1938).
- Munţii noaptea neliniştea (Бухарест: издательство «Уну», 1940). Тираж — 180 нумерованных экземпляров.
- Atentat la bunele tabieturi. Hârtii lipite. Frontispiciu poema Lumina în relief (Бухарест: 1942).
- Pentru libertate (Бухарест: Коллекция «Оризонт», 1945).
- Plecări fără ancoră (Бухарест: Типография Студиулуй График Стяуэ Артэ, 1946).
- Poeme fără de imaginaţie (Бухарест: издательство «Сочк & Ko. С.A.Р.», 1947).
- Poeme şi poezii alese din cărţi şi din sertar (1925—1965) (издательство «Едитура пентру литературэ», 1966). Введение — Михаил Петровеану. Тираж — 3680 экземпляров.
- Prozopoeme (Бухарест: издательство «Минэрва», 1971). Введение — Лауренциу Уличи.
- Culoarea timpului. Poeme (Бухарест: издательство «Картя Ромыняскэ», 1977). Введение — Михай Гафица; с одном портретом работы Виктора Браунера с 1929 года.

### Проза и публицистика
- Sadismul adevărului (Бухарест: издательство «Уну», 1936). C изображениами работы Виктора Браунера, Марсела Янка, Альфреда Жарри, Ман Рэйа, Пабла Пикасса, Жака Века, Жюла Пэрагима и Капралика. Тираж — 358 нумерованных экземпляров.
- Erată la «Introducere în modernism» de Dinu Stegarescu (Бухарест: Коллекция «Оризонт», 1947).
- Tîlbîc, Tureatcă & Co. (Бухарест: издательство «Сочк & Ko. С.A.Р.», 1948).
- A fost odată… şi nu va mai fi! Nuvele de Saşa Pană (Бухарест: 1949).
- În preajma mutărilor. Schiţe şi povestiri (Бухарест, 1965).
- Aurel Mărculescu, album (Бухарест: издательство «Меридианэ», 1967).
- Născut în '02: Memorii, file de jurnal, evocări (Бухарест: издательство «Минерва», 1973).

### Драматические произведения
- «Aşa întrece, înţeleg şi eu!» (Д. С.П.A., январ 1949).
- Teatru mic (Д. С.П.A., 1950).